# Епархия Порт-Элизабета
Епархия Порт-Элизабета (лат. Dioecesis Portus Elizabethensis) — епархия Римско-Католической церкви с центром в городе Порт-Элизабет, ЮАР. Епархия Порт-Элизабета входит в митрополию Кейптауна. Кафедральным собором епархии Порт-Элизабета является церковь святого Августина.

## История
До 1806 года территория современной ЮАР входила в юрисдикцию апостольского викариата Англии. 18 июня 1818 года Святой Престол учредил апостольский викариат Мыса Доброй Надежды и Прилегающих Территорий, выделив его из епархии Сан-Томе и Принсипи и территориального аббатства Мозамбика (сегодня — Архиепархия Мапуту). Апостольский викариат Мыса Доброй Надежды и Прилегающих Территорий стал первой католической церковной структурой на территории современной ЮАР. Апостольский викариат Мыса Доброй Надежды и Прилегающих Территорий после своего учреждения распространял сою юрисдикцию на территорию современных ЮАР, Мадагаскара и Маврикий. Учреждение этого апостольского викариата было только де-юре, фактически никакой миссионерской работы не проводилось. В 1819 году территория апостольского викариата Мыса Доброй Надежды и Прилегающих Территорий была передана апостольскому викариату Маврикия (сегодня — Епархия Порт-Луи).
6 июня 1837 года Римский папа Григорий XVI выпустил бреве «Ex munere», которым заново учредил апостольский викариат Мыса Доброй Надежды, выделив его из апостольского викариата Маврикия.
30 июля 1847 года апостольский викариат Мыса Доброй Надежды передал часть своей территории для возведения апостольского викариата Мыса Доброй Надежды Западной провинции (сегодня — Архиепархия Кейптауна). В этот же день апостольский викариат Мыса Доброй Надежды был переименован в апостольский викариат Мыса Доброй Надежды Восточной провинции.
15 ноября 1850 года, 4 июня 1886 года, 12 июня 1923 года и 20 февраля 1929 года апостольский викариат Мыса Доброй Надежды Восточной провинции передал часть своей территории для возведения новых апостольских викариатов Наталя (сегодня — Архиепархия Дурбана), Кимберли Оранжевой Реки (сегодня — Епархия Кимберли), апостольской префектуры Гариепа (сегодня — Епархия Аливал-Норта) и миссии sui iuris Куинстауна (сегодня — Епархия Куинстауна).
13 июня 1939 года апостольский викариат Мыса Доброй Надежды Восточной провинции был переименован в апостольский викариат Порт-Элизабета.
11 января 1951 года Римский папа Пий XII издал буллу «Suprema Nobis», которой преобразовал апостольский викариат Порт-Элизабета в епархию.

## Ординарии епархии
- епископ Patrick Raymond Griffith O.P.[1] (8.06.1837 — 30.07.1847) — назначен епископом апостольского викариата Мыса Доброй Надежды Западной провинции;
- епископ Aidan Devereaux (27.12.1847 — 11.02.1854);
- епископ Michael Jones (26.09.1854 — ?);
- епископ Edward McCabe (30.01.1855 — ?);
- епископ Patrick Moran (19.02.1856 — 3.12.1869) — назначен епископом Данидина;
- епископ James David Ricards (13.01.1871 — 30.11.1893);
- епископ Pietro Strobino (30.11.1893 — 1.10.1896);
- епископ Hugh McSherry (1.10.1896 — 15.12.1938);
- епископ James Colbert (13.06.1939 — 9.12.1948);
- епископ Hugh Boyle (9.12.1948 — 18.07.1954) — назначен епископом Йоханнесбурга;
- епископ Ernest Arthur Green (19.12.1955 — 27.12.1970;
- епископ John Patrick Murphy (6.05.1972 — 21.03.1986);
- епископ Michael Gower Coleman (21.03.1986 — 20.08.2011);
  - Sede Vacante (2011—2014)
- епископ Vincent Mduduzi Zungu (с 2.02.2014).

## Источник
- Annuario Pontificio, Libreria Editrice Vaticana, Città del Vaticano, 2003, ISBN 88-209-7422-3
- Pius Bonifacius Gams, Series episcoporum Ecclesiae Catholicae, Leipzig 1931, стр. 474—475  (лат.)
- Бреве Ex munere, Bullarium pontificium Sacrae congregationis de propaganda fide, tomo V, Romae 1841, стр. 160  (лат.)
- Bolla Suprema Nobis, AAS 43 (1951), стр. 257  (лат.)